# ミシェル・ステー
ミシェル・ステー（Michel Soutter、1932年6月2日 ジュネーヴ - 1991年9月10日 ジュネーヴ）は、スイスの映画監督である。

## 来歴・人物
1932年6月2日、スイス・レマン湖畔ジュネーヴに生まれる。
最初は、スイスのジュネーヴとフランスのパリで、地下キャヴァレーの作家兼作曲家兼通訳であった。1961年にテレヴィジオン・スイス・ロマンド（TSR）の演出部に入り、演出助手として働いたのちに、1964年に演出家として一本立ちした。
映画においては、1966年、34歳のときに『La Lune avec les dents（歯の生えた月）』で長篇映画デビュー。その後、 テレビ局TSRで出会った仲間のアラン・タネールとクロード・ゴレッタとともに、「ヌーヴォー・シネマ・スイス」の主要三人組を構成し、ジャン＝ルイ・ロワ、ジャン＝ジャック・ラグランジュとともに、1968年、「グループ5 Le Groupe 5」となった。
1974年、第27回カンヌ国際映画祭の審査員になり、『James ou pas（ジェームズか否か）』が1970年第23回カンヌ国際映画祭パラレルセクション、『Les arpenteurs（測量士）』が1972年第25回カンヌ国際映画祭コンペティション部門でそれぞれ上映された。1991年の第44回カンヌ国際映画祭では特別招待作品として、ローザンヌの映画史家フレディ・ビュアシュ、映画監督のジャクリーヌ・ヴーヴとマルクス・インホフとともに共同脚本・共同監督として名を連ねた『Le film du cinéma suisse 』が上映された。
1985年の『Signé Renart（契約されたルナール）』では、共同脚本にジャン＝リュック・ゴダールの公私にわたるパートナー、アンヌ＝マリー・ミエヴィルを起用し、撮影監督にも、ゴダール監督の『フレディ・ビュアシュへの手紙』（1981年）でデビュー、『カルメンという名の女』（1983年）でもカメラを持ったジャン＝ベルナール・ムヌーを初めて起用した。アラン・タネール作品、ダニエル・シュミット作品の常連で、ゴダール監督の『勝手に逃げろ/人生』（1979年）の録音技師リュック・イェルサンも初起用であった。
1991年9月10日、ジュネーヴで癌のため死去。59歳没。死後ちょうど10年の2001年9月6日、フレディ・ビュアシュが『Michel Soutter』（L'Age d'Homme刊、205 p. ISBN 282511510X）を執筆、出版した。ダニエル・シュミット同様オペラの演出もこなしたが、日本ではいまだに一本たりとも劇場公開されていない映画作家である。

## フィルモグラフィー
- Mick et Arthur　短篇　1965年
- La Lune avec les dents（歯の生えた月） 1966年　製作アラダ・フィルム
- Haschisch（ハシシ） 1968年　製作アラダ・フィルム
- La Pomme（リンゴ） 1969年　製作アラダ・フィルム
- La Folle Journée　テレビ映画　1969年
- James ou pas（ジェームズか否か） 1970年　出演ジャン＝リュック・ビドー　製作グループ5、アラダ・フィルム
- Les Arpenteurs（測量士） 1971年 - 1972年　プロデューサーイヴ・ガッセー、主演マリー・デュボワ、ジャン＝リュック・ビドー　製作グループ5、テレヴィジオン・スイス・ロマンド
- Les Nénuphars（睡蓮）　テレビ映画　1972年　出演ジャン＝リュック・ビドー
- La Chatte sur les Rails（レールの上の雌猫）　テレビ映画　1972年
- Ce Schubert qui décoiffe（髪を切らないこのシューベルト）　テレビ映画　1973年
- L'Escapade（冒険） 1974年　出演フィリップ・クレブノ、マリー・デュボワ　仏スイス合作　製作シテール・フィルム、レ・フィルム・サンタンドレ・デ・ザール、プランフィルム
- Repérages（ルペラージュ） 1977年　撮影レナート・ベルタ、編集アルベール・ジュルジャンソン、プロデューサー:イヴ・ガッセー、イヴ・ペイロ、出演ジャン＝ルイ・トランティニャン、ローラン・アムステュツ、ガブリエル・アルー　製作シテール・フィルム、アクション・フィルム、ゴーモン、テレヴィジオン・スイス・ロマンド
- L'amour des femmes（女たちの恋） 1981年　監督・脚本　共同脚本マドレーヌ・シャプサル、アンヌ＝マリー・ミエヴィル、出演ジャン＝マルク・ボリー、ピエール・クレマンティ　仏スイス合作　製作フィルム・エ・ヴィデオ・プロデュクシオン、LPA、テレヴィジオン・スイス・ロマンド
- Adam et Ève（アダムとイヴ） 1983年　カナダ・スイス合作
- Signé Renart（契約されたルナール） 1985年　撮影ジャン＝ベルナール・ムヌー、録音リュック・イェルサン、音楽・出演トム・ノヴァンブル、出演ファビエンヌ・バロー　製作CABプロデュクシオン、MK2プロデュクシオン、MSフィルム、テレヴィジオン・スイス・ロマンド
- Condorcet　テレビ映画　1989年
- Le film du cinéma suisse 1991年　共同監督フレディ・ビュアシュ、ジャクリーヌ・ヴーヴ、マルクス・インホフ

## オペラ演出
ジュネーヴ大劇場（Grand Théâtre de Genève）
- オラトリオ「魔法の酒」 Vin Herbé　作曲フランク・マルタン
- ジャンニ・スキッキ Gianni Schicchi　作曲ジャコモ・プッチーニ

## 演劇演出
- トリプティーク（三連作） Triptyque　作マックス・フリッシュ
- 交換 L'échange　作ポール・クローデル